# 高橋直樹 (心理学者)
髙橋 直樹（たかはし なおき、1973年 - ）は日本の心理学者。兵庫県神戸市出身。

## 略歴
- 1978年-1980年　高槻マリア・インマクラダ幼稚園
- 1980年-1982年　高槻市立牧田小学校
- 1982年-1986年　神戸市立神の谷小学校
- 1986年-1989年　神戸市立西落合中学校
- 1989年-1992年　滝川高等学校 理数科
- 1993年-1997年　関西学院大学 社会学部社会学科
- 1999年‐2001年　神戸大学 大学院総合人間科学研究科 博士前期課程
- 2001年‐2004年　大阪大学 大学院人間科学研究科 博士後期課程
- 2004年‐2007年　早稲田大学 人間科学学術院 助手
- 2007年‐2010年　新潟医療福祉大学 健康科学部 看護学科 専任講師
- 2010年‐2018年　新潟医療福祉大学 医療経営管理学部 医療情報管理学科 専任講師
- 2018年‐2020年　エイシンカレッジ 専任教員
- 2020年‐2022年　環太平洋大学 次世代教育学部 教育経営学科 専任講師
- 2024年-現在　　 柴田学園大学短期大学部 保育科長 教授

## 学会
- 日本心理学会
- 日本教育心理学会
- 日本教育工学会
- 日本社会心理学会
- 日本グループ・ダイナミックス学会
- 日本顔学会
- 日本感情心理学会

## 専門分野
- 心理学（教育心理学）
- コミュニケーション学（非言語コミュニケーション）
- 人間科学

## テレビ出演
- NHK　eテレ「すイエんサー」出演（2011年1月4日、2011年11月1日、2012年4月17日、2013年4月16日、2013年12月3日、2014年7月8日、2015年3月24日、2015年6月2日、2016年2月2日）
- NHK　eテレ「オトナエノベル」出演（2016年7月21日）